# محمد سعيد باشا (رئيس وزراء)
محمد سعيد باشا (18 يناير 1863- 1928)، رئيس وزراء مصر من 23 فبراير 1910 إلى 5 أبريل 1914 ومرة ثانية من 20 مايو 1919 إلى 10 نوفمبر 1919.

## النشأة
ولد في 19 يناير 1863 بالإسكندرية لأسرة ذات أصول تركية. تلقى العلم بالمداس، وتخرج من كلية الحقوق، وعين وكيلاً للنيابة أمام المحاكم المختلطة عام 1882، ثم نقل إلى النيابة الأهلية عام 1889، وتولى رئاسة نيابة الإسكندرية الأهلية، ورقي عام 1895 مفتشاً للرقابة القضائية.

## حياته السياسية
استمر يرتقي درج الوظائف القضائية إلى أن عين مستشاراً في محكمة الاستئناف الأهلية عام 1905. أسهم في الحركة الوطنية، وكان من أنصار الزعيم مصطفى كامل، ورغم ذلك فقد وقف موقف المعارض للحزب الوطني عند وصوله للسلطة.
تولى مهام منصب رئيس النظارة (23 فبراير 1910 - 5 إبريل 1914)، وتولى فيها منصب ناظر الداخلية. كان صديقاً حميماً لشيتمي مستشار وزارة الخارجية البريطانية.
انضم إلى الحزب الوطني أثناء تأليف الوفد الذي يطالب باستقلال مصر عام 1918، وطالب بوفد ثان شكّله مع الأمير عمر طوسون لمواجهة وفد سعد زغلول وزملائه، وأدى موقف السلطان الحازم منها إلى إنهاء طموحهما، وانتهى الأمر بتوحد الوفدان تحت رئاسة سعد زغلول. تبوأ منصب رئيس الوزراء للمرة الثانية أثناء ثورة 1919 (20 مايو 1919 - 20 نوفمبر 1919)، وتولى فيها منصب وزير الداخلية.
عارض إرسال لجنة ملنر إلى مصر، وطلب من بريطانيا عدم الإقدام على هذه الخطوة إلا بعد توقيع تركيا معاهدة الصلح، ولم تستجب بريطانيا له فقدم استقالته في 19 نوفمبر 1919. انتخب عضواً في مجلس النواب عن دائرة الجمرك بالإسكندرية، للهيئتين التشريعيتين الأولى والثانية. عين وزيراً للمعارف في وزارة سعد زغلول (28 يناير 1924 -24 نوفمبر 1924).

## وزارته

### الوزارة الأولى
| الوزير              | الوزارة                                        |
| ------------------- | ---------------------------------------------- |
| أحمد حشمت باشا      | نظارة الأوقاف، نظارة المعارف العمومية          |
| أحمد حلمي           | نظارة المالية، نظارة المعارف العمومية          |
| إسماعيل سري         | نظارة الأشغال العمومية، نظارة الحربية والبحرية |
| حسين رشدي باشا      | نظارة الحقانية، نظارة الخارجية                 |
| سعد زغلول باشا      | نظارة الحقانية                                 |
| سعيد باشا ذو الفقار | نظارة المالية                                  |
| محمد باشا محب       | نظارة الزراعة                                  |
| محمد سعيد باشا      | نظارة الداخلية                                 |
| يوسف باشا سابا      | نظارة المالية                                  |
| يوسف باشا وهبة      | نظارة الخارجية                                 |

### الوزارة الثانية
| الوزير               | الوزارة                                        |
| -------------------- | ---------------------------------------------- |
| أحمد زيور باشا       | وزارة المعارف العمومية، وزارة المواصلات        |
| أحمد باشا طلعت       | وزارة المعارف العمومية                         |
| أحمد ذو الفقار       | وزارة الحقانية                                 |
| إسماعيل سري          | وزارة الأشغال العمومية، وزارة الحربية والبحرية |
| عبد الرحيم باشا صبري | وزارة الزراعة                                  |
| محمد توفيق نسيم باشا | وزارة الأوقاف                                  |
| محمد سعيد باشا       | وزارة الداخلية                                 |
| يوسف باشا وهبة       | وزارة المالية                                  |

## إنجازاته
- تم في عهده وضع الأساس للجامعة المصرية.
- أبدلت الجمعية العمومية ومجلس شورى القوانين بالجمعية التشريعية.
- أنشئت في عهده وزارتي الأوقاف والزراعة (1913)، كما أنشئت وزارة المواصلات عام 1919.
- أصبح الإشراف على البعثات في الخارج لوزارة المعارف، وصدرت لائحة خاصة لتنظيمها.
- تقرر عام 1924 إلحاق البنات بمدارس رياض الأطفال، إذا وجدت أماكن خالية لمواجهة الإقبال على تعليم البنات.
- كان أول من شكل لجنة لوضع النص الدستوري الخاص بمجانية التعليم (مادة 19 من دستور 1923) موضع التنفيذ، وجعله إجباريا لكل المصريين في المرحلة الأولى منه، فأنشأ في بداية تنفيذ مشروعه (24) مدرسة في المديريات والمحافظات وجعل التعليم فيها مجاناً.
- أنصف الموظفين بتعديل كادر درجاتهم، لزيادة رواتبهم.
- استبدل بعقوبة الإعدام في المحاكم العسكرية عقوبة الأشغال الشاقة، وحول قضايا المصريين فيها إلى المحاكم الأهلية.
- أول من عين مفتشين مصريين في وزارة الداخلية.